# Serghei Alexandrov
Serghei Aleksandrov (26 februari 1965) is een voormalig profvoetballer uit Moldavië, die gedurende zijn carrière speelde als aanvaller. Hij kwam onder uit voor FC Bugeac uit zijn vaderland Moldavië en Al-Ansar uit Beiroet.

## Interlandcarrière
Aleksandrov speelde in totaal zes officieuze interlands (vijf doelpunten) voor het Moldavisch voetbalelftal in de periode 1992-1998. Hij maakte zijn debuut op 20 mei 1992 in de vriendschappelijke interland tegen Litouwen (1-1), en scoorde daarin een keer. In zijn volgende interland, op 18 augustus 1992 tegen Pakistan (5-0) tijdens het Jordanië Toernooi, trof hij viermaal doel. Het openingsdoelpunt in die wedstrijd kwam op naam van Alexei Scala.